# Momalle
Momalle (en wallon Moumåle) est une section de la commune belge de Remicourt située en Région wallonne dans la province de Liège.
C'était une commune à part entière avant la fusion des communes de 1977.

## Géographie

### Situation
Ce village de Hesbaye est bordé au nord par l'autoroute E40 de Bruxelles à Liège et la ligne de chemin de fer à Grande Vitesse Cologne-Bruxelles, à l'est par la chaussée de Tongres à Amay qui est une ancienne chaussée romaine. Au sud, passe la ligne de chemin de fer conventionnelle Liège-Bruxelles et à l'ouest on trouve les villages alignés nord-sud de Hodeige, Lamine et Remicourt le long de l'Yerne. Le village le plus occidental de la commune est Pousset.

## Démographie
- Sources:INS, Rem:1831 jusqu'en 1970=recensements, 1976= nombre d'habitants au 31 décembre

## Patrimoine et culture

### Patrimoine architectural et sites
L'église de Momalle fut construite sur les fondations de l'ancienne château de Momalle : le clocher se trouve sur les fondations de l'une des anciennes tours de ce château ; le chœur aussi est d'époque : c'était la chapelle du château.
Le village comporte de grosses fermes, l'église Notre-Dame de l'Assomption et la chapelle Notre-Dame de l'Arbre. La ferme du Cambretour de la rue Momellette a l'étonnante curiosité du fait que l'inclinaison d'une partie de sa façade est plus penchée que la tour de Pise. Dans le quartier de Momelette (Rue Momelette 43) se trouve une construction rarissime : une ferme triangulaire.
Au nord-est du village se trouve le châtaignier tri-centenaire de Momalle. Il a un diamètre de 6,18 m à 1,50 m du sol en 2009. Il est le plus gros châtaignier à tronc unique de Wallonie
À l'est du village, se dresse l'ancien moulin à vent classé, aujourd'hui utilisé comme lieu d'habitation.

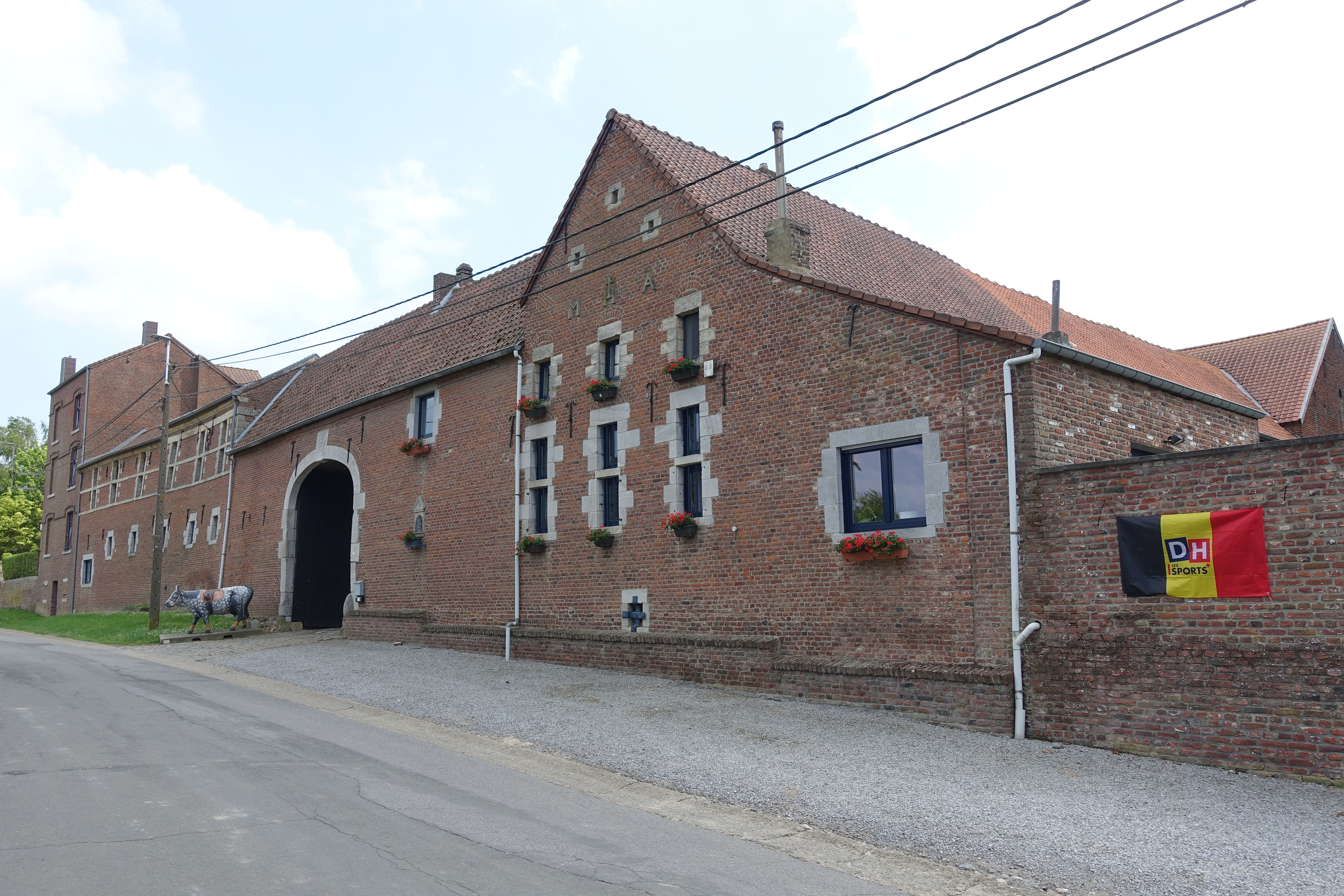
Ferme de Cambretour.